# Chargeur sur pneus
Pour les articles homonymes, voir Chargeur et Chargeuse.

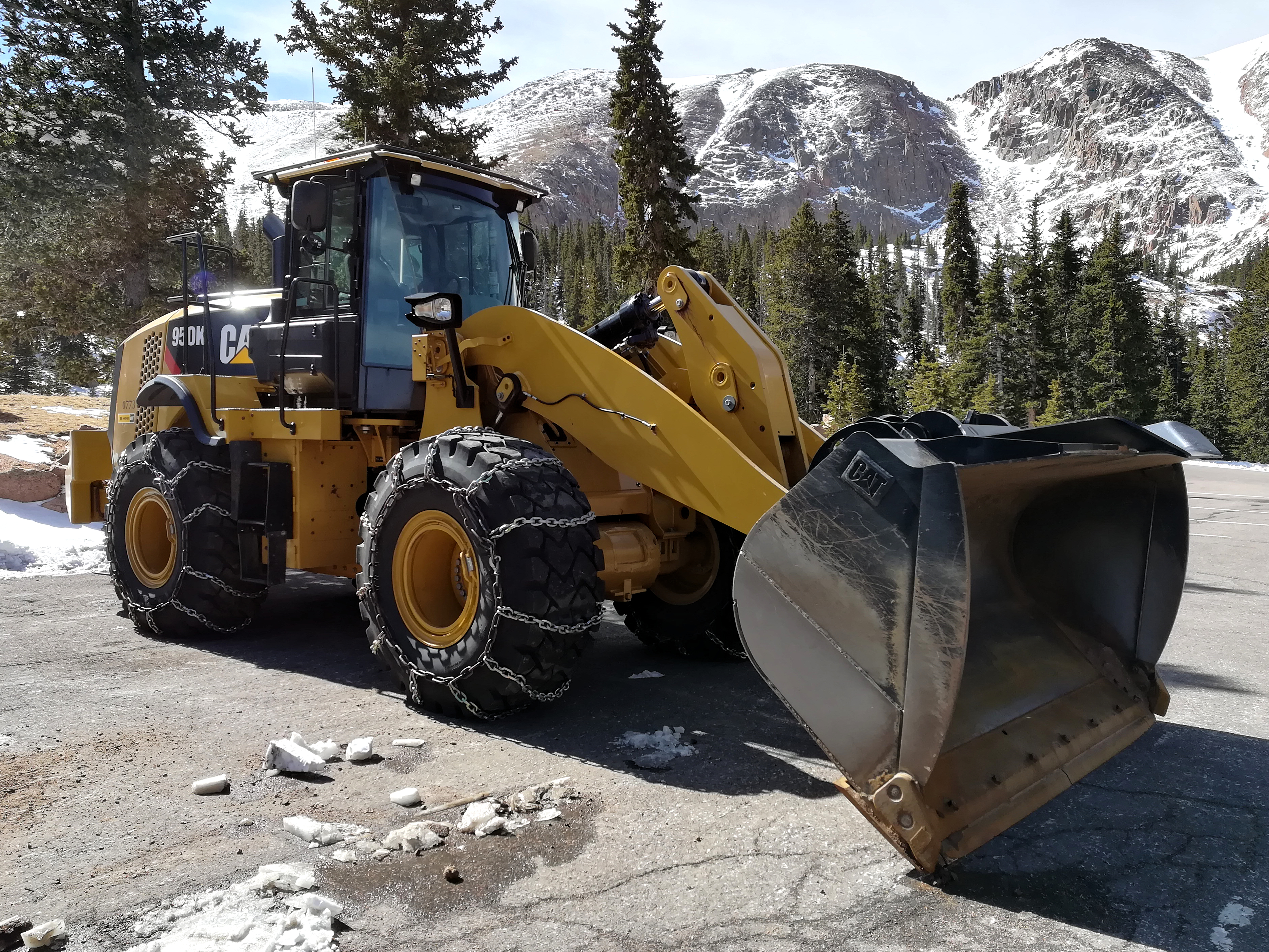
Caterpillar 950K.

Un chargeur sur pneus, ou chargeuse sur pneus, est un engin de chantier sur pneus. Il comporte typiquement un corps automoteur articulé et une benne de grande taille à l'avant. Celle-ci, aussi appelée « godet », peut effectuer un mouvement vertical et pivoter autour de son axe porteur. Il se distingue des engins à corps rigide comme la chargeuse sur chenilles et le tractopelle, généralement plus petit et polyvalent, ainsi que dans sa version télescopique du chariot télescopique, également à corps rigide et généralement plus petit.
Les imposantes roues du chargeur, mues par un moteur puissant, permettent la pratique de tous types de terrain suffisamment durs et une poussée importante vers l'avant.
La chargeuse sur pneus existe en version plus compacte : chargeuse rigide à roues directrices, mini chargeuse ou encore chargeuse compacte, machine de conception différente aussi connue sous le nom de marque « Bobcat »).
Le chargeur frontal est un équipement courant des tracteurs sur pneus.

## Origine

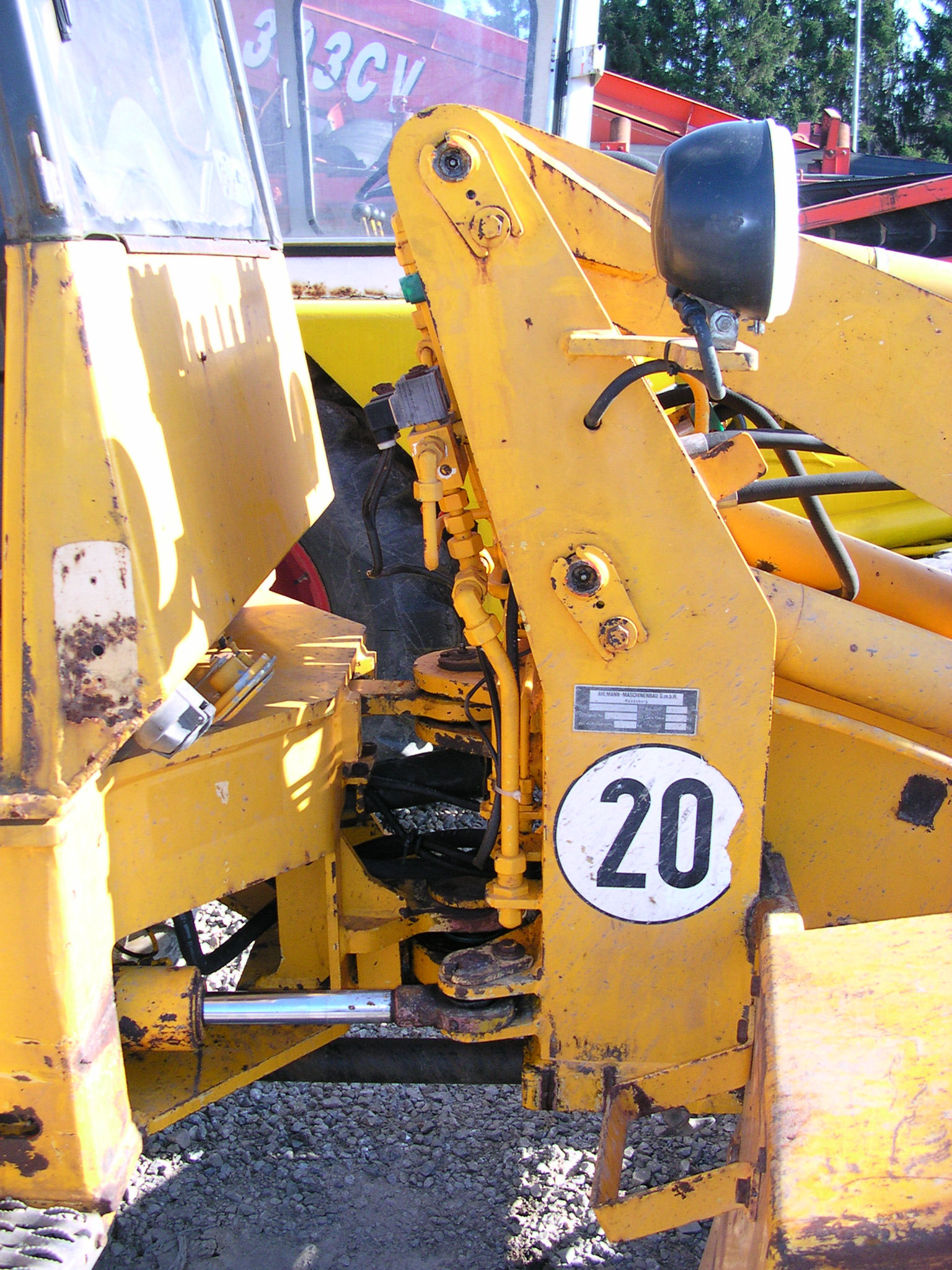
Détail de l'articulation du châssis.

Le premier chargeur sur pneus a été développé en 1957 par les frères Louis et Cyril Keller pour un éleveur de volailles du Minnesota.
Il s'agissait d'un véhicule a trois roues (deux roues motrices à l'avant et un essieu directionnel à l'arrière). En 1960, Louis Keller crée le modèle M400 avec un essieu arrière moteur, ce qui donne véritablement naissance aux chargeurs modernes.

## Motricité
La machine est mue par un moteur Diesel. L'éventail de puissance est très large. Il en existe à moteurs avec batteries (Wacker Neuson) ou à câble (travaux souterrains).
Ces machines possèdent quatre roues motrices égales, à la différence de nombreux tractopelles. Sur les machines usuelles de chantiers et carrières, la direction est obtenue grâce à l'articulation du châssis. Ce système peut aussi faciliter la pénétration du godet dans les tas (suivant le coup de main du conducteur) et permet le déplacement latéral du bras de levage sur place.

Les machines rail-route possèdent un châssis rigide et un double jeu de roues leur permettant de passer de la route à la voie ferrée de façon autonome.

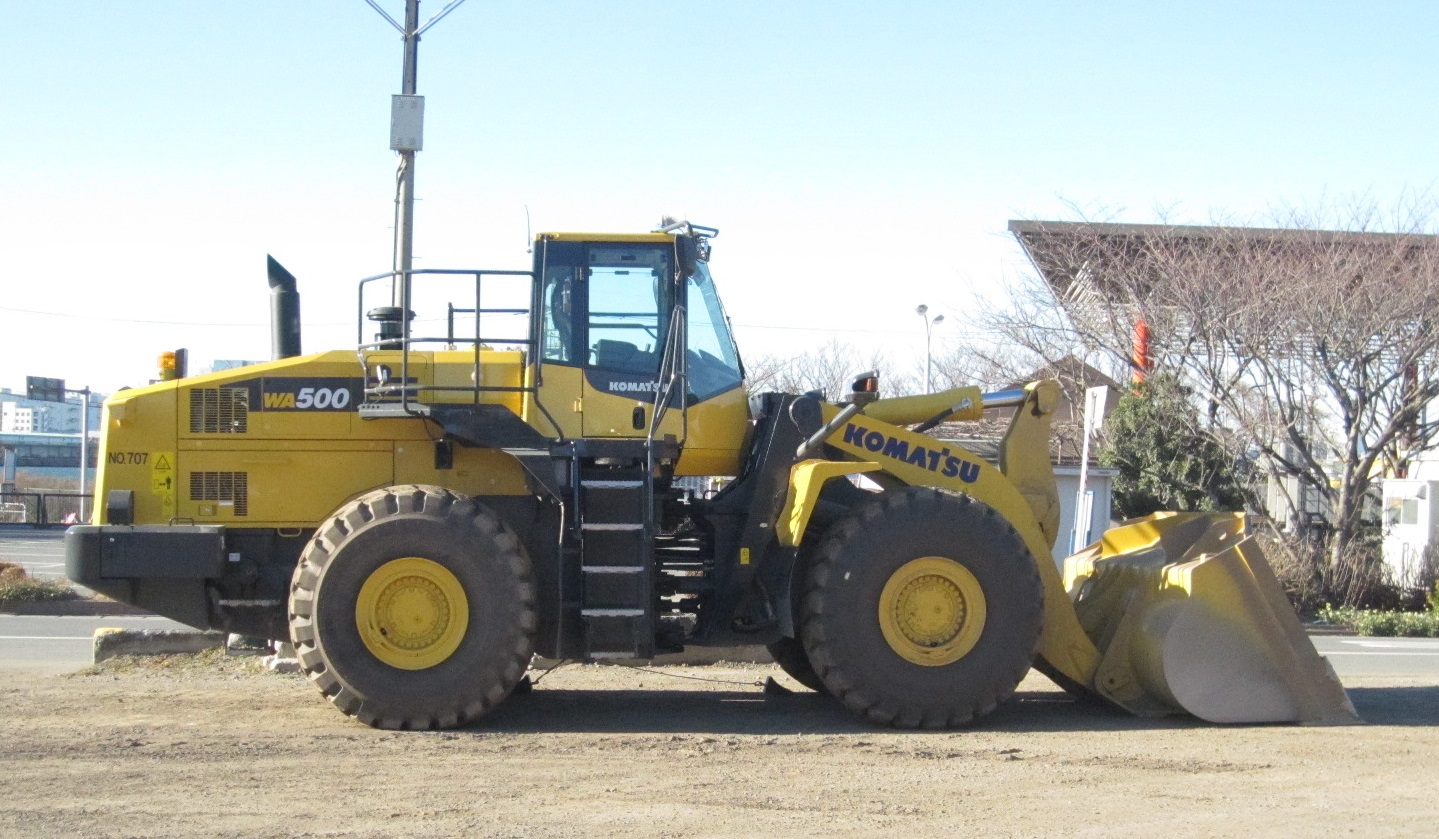
Komatsu WA500, poids en ordre de marche : environ 35 t, godets de 4,5 à 6,3 m3, moteur de 350 ch.

### Bras de levage

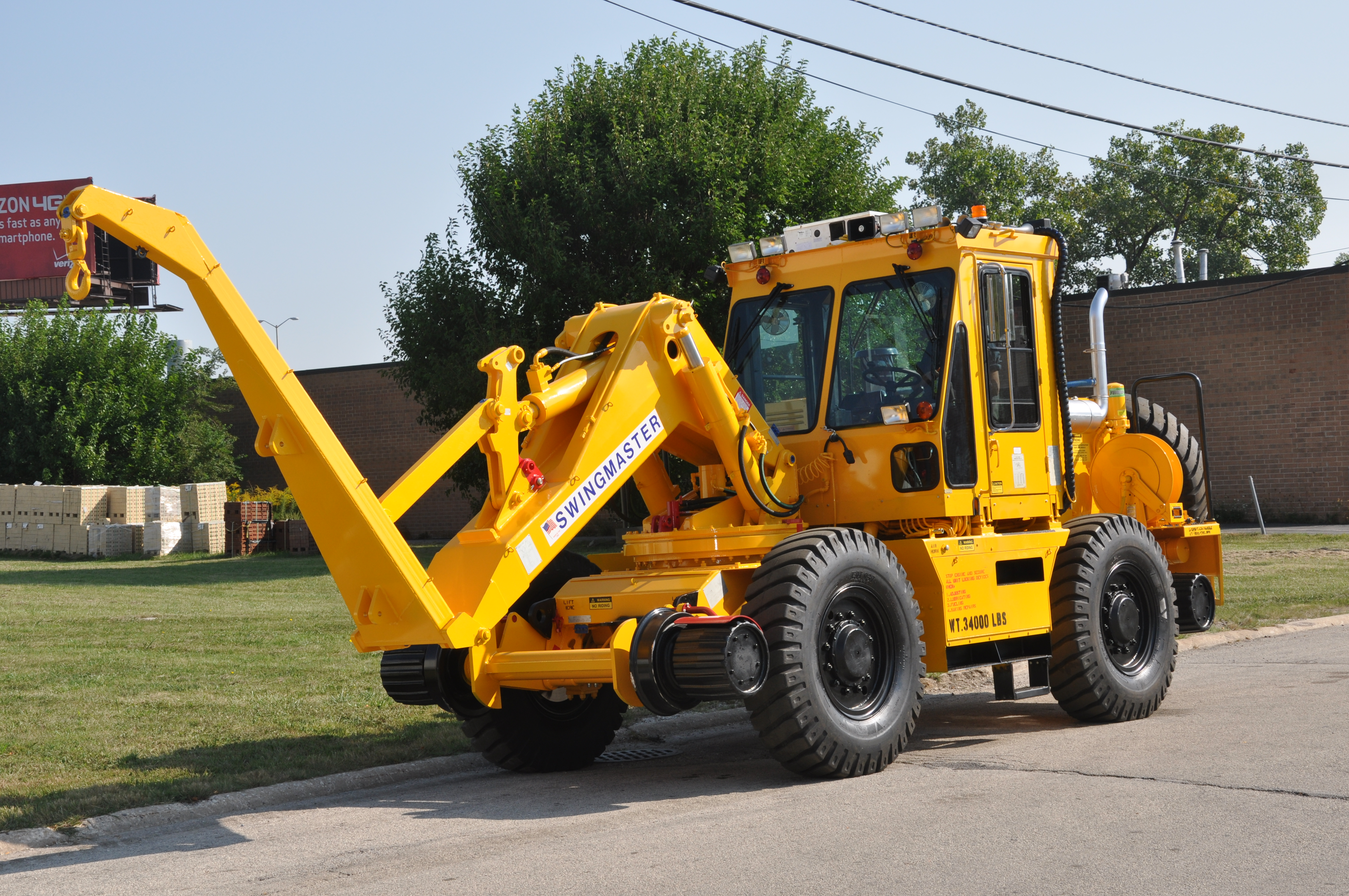
Chargeur rail-route à bras pivotant muni d'un outil grue.

Les machines comportent un bras de levage ou deux bras parallèles (configuration classique). Il existe des machines à bras unique télescopique et des machines à bras pivotant à 180° (chargeuse swing de Mecalac…). Une chargeuse télescopique est généralement plus robuste et plus rapide qu'un chariot télescopique de même puissance, mais l'extension du mât est bien moindre.

### Godet ou outil

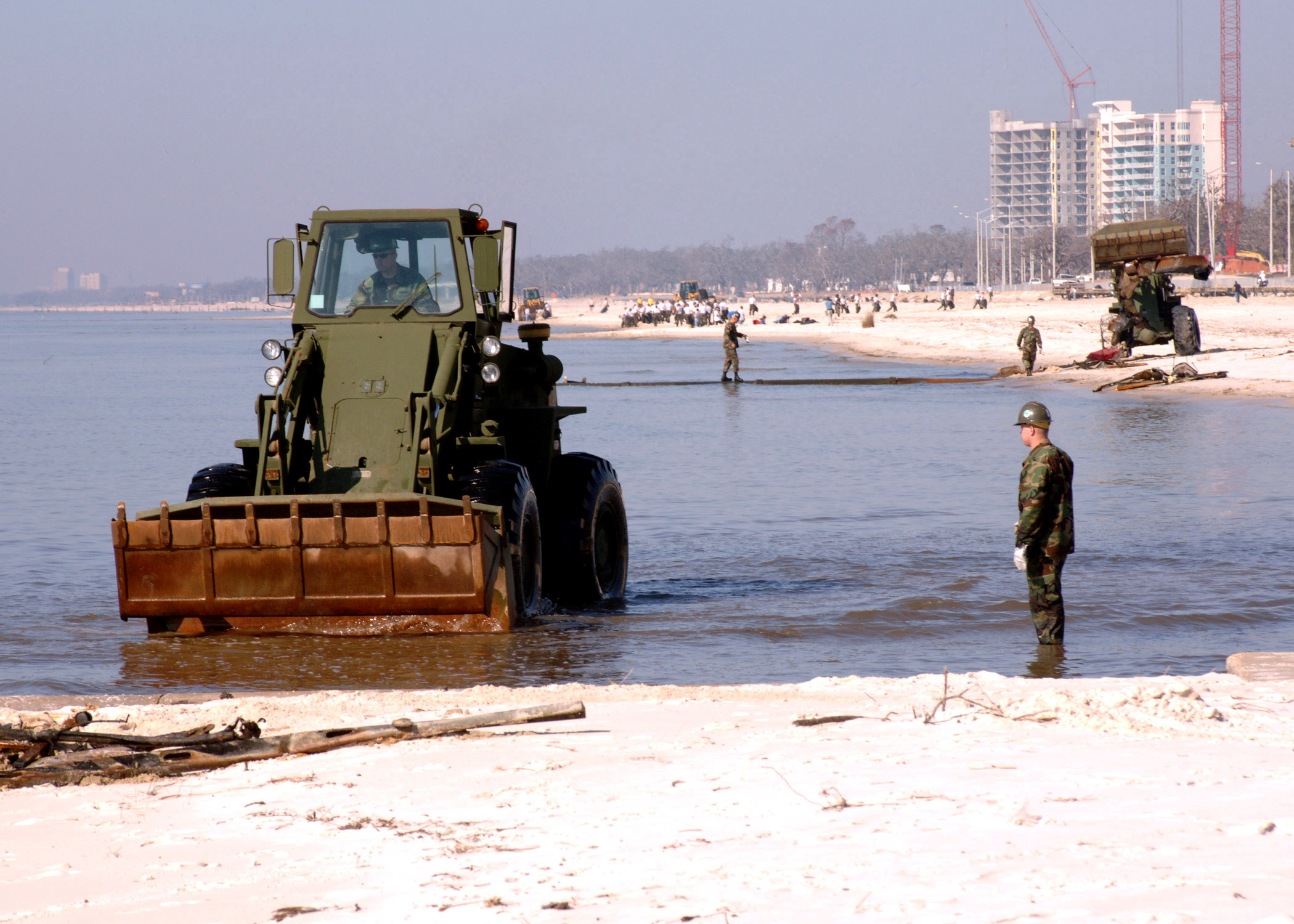
Nettoyage de plage au godet drop après le passage de l'ouragan Katrina.

Le godet ordinaire peut être remplacé par un godet drop (permettant un déchargement rapide ainsi que l'utilisation en bulldozer), une fourche à fumier ou à fourrages, une fourche à palettes, une lame bulldozer… Sur les petits chargeurs, des équipements comme un marteau-piqueur ou une tarière sont appréciés.

## Utilisations

### Travaux publics
Très largement utilisé dans les chantiers de terrassement, il permet, outre le chargement des camions, de créer, modifier, et déplacer de manière rapide des tas de terres excavées. Ces engins sont très souvent utilisés avec une décapeuse, une pelle hydraulique ou une minipelle avant chargement d'une part et un camion benne ou un tombereau pour déplacer ou évacuer des terres, matériaux et gravats d'autre part.
Sa puissance lui permet de charger directement des couches de terrains en place, relativement meubles ou décompactées au ripper. Aidé d'un guidage laser, un conducteur expérimenté peut s'en servir pour réaliser un décapage contrôlé ou un nivelage rapide bien que ce ne soit pas sa destination première.

### Opérations portuaires
Le chargeur est utilisé sur les navires vraquiers à la fin du déchargement, au lieu des pelleteuses et autres engins à chenilles qui sont plus adaptés à rouler sur des cargaisons instables ; le chargeur équipé de pneus ou chenilles caoutchouc permet de décoller la cargaison collée aux parois et sur le sol de la cale sans abîmer.
Le chouleur est plus généralement destiné à la manutention de produits pulvérulents ou semi-fluides repris au tas en butte.

### Travaux souterrains

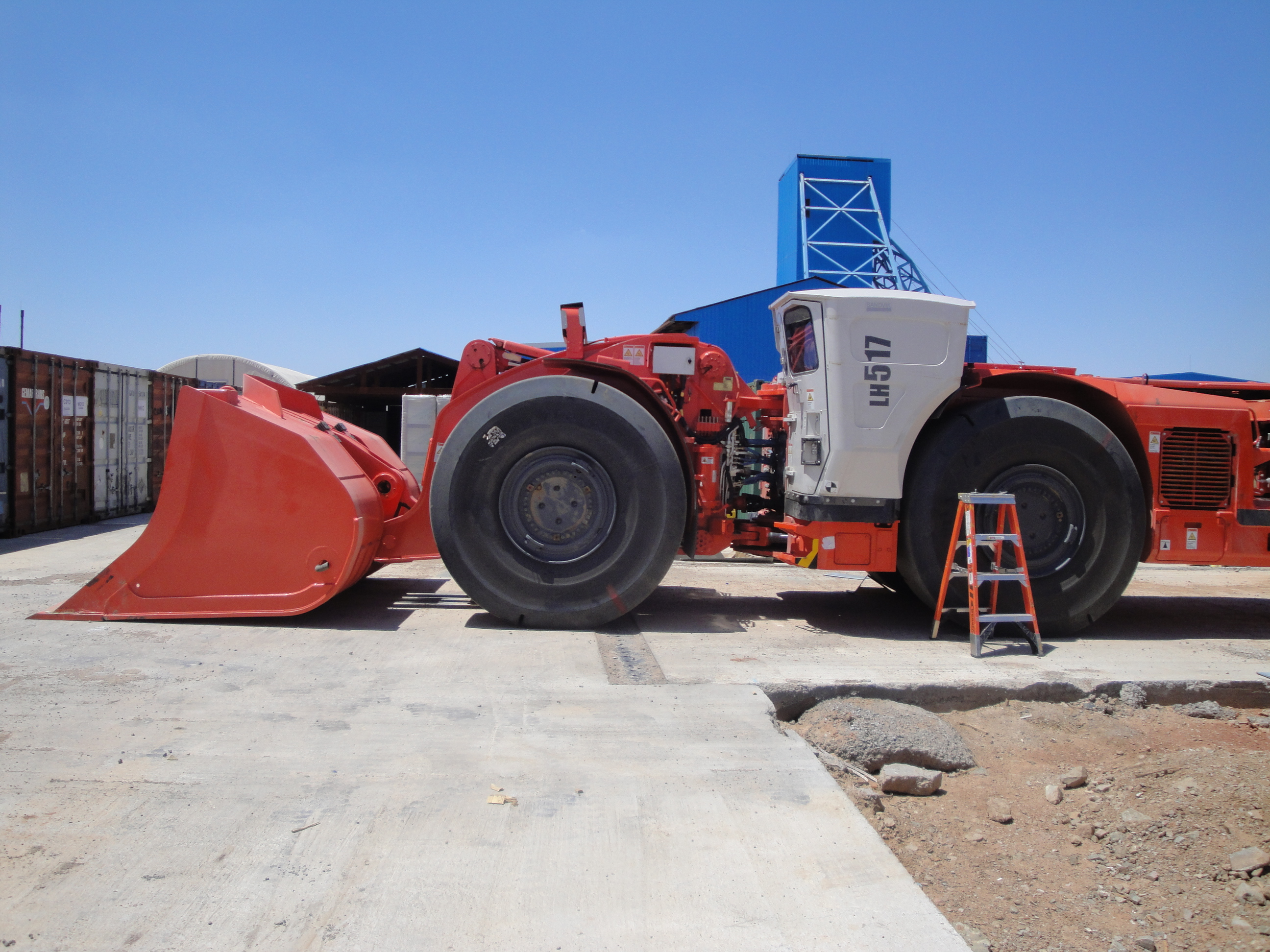
Charge-et-roule. Cabine et moteur surbaissés.

Pour l'exploitation des mines et pour excaver des tunnels, on utilise un type particulier de chargeuse, appelé « charge et roule ». Il s'agit d'une chargeuse étroite et basse, sur laquelle le conducteur est placé latéralement. Il existe des versions électriques de ces engins, alimentés par un câble à enrouleur sur la machine, pour pallier les inconvénients liés au moteur Diesel, notamment les gaz d’échappement et les surchauffes.

### Agriculture, forêts

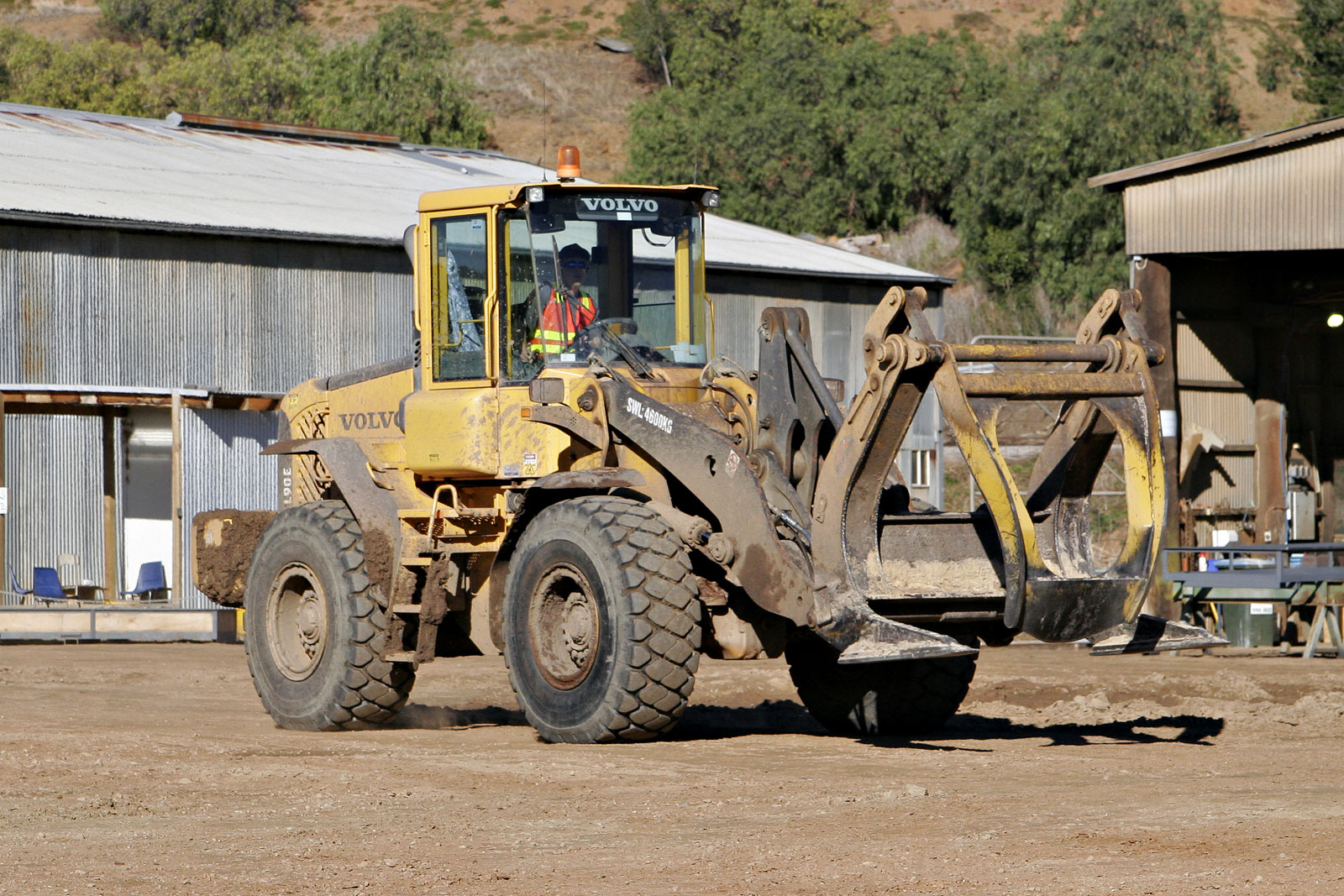
Chargeur avec une pince à grumes.

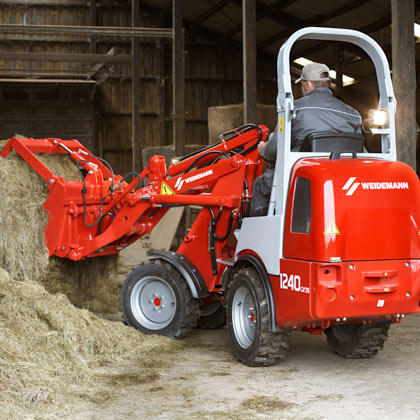
Minichargeuse articulée Weidemann équipée d'une fourche à griffe.

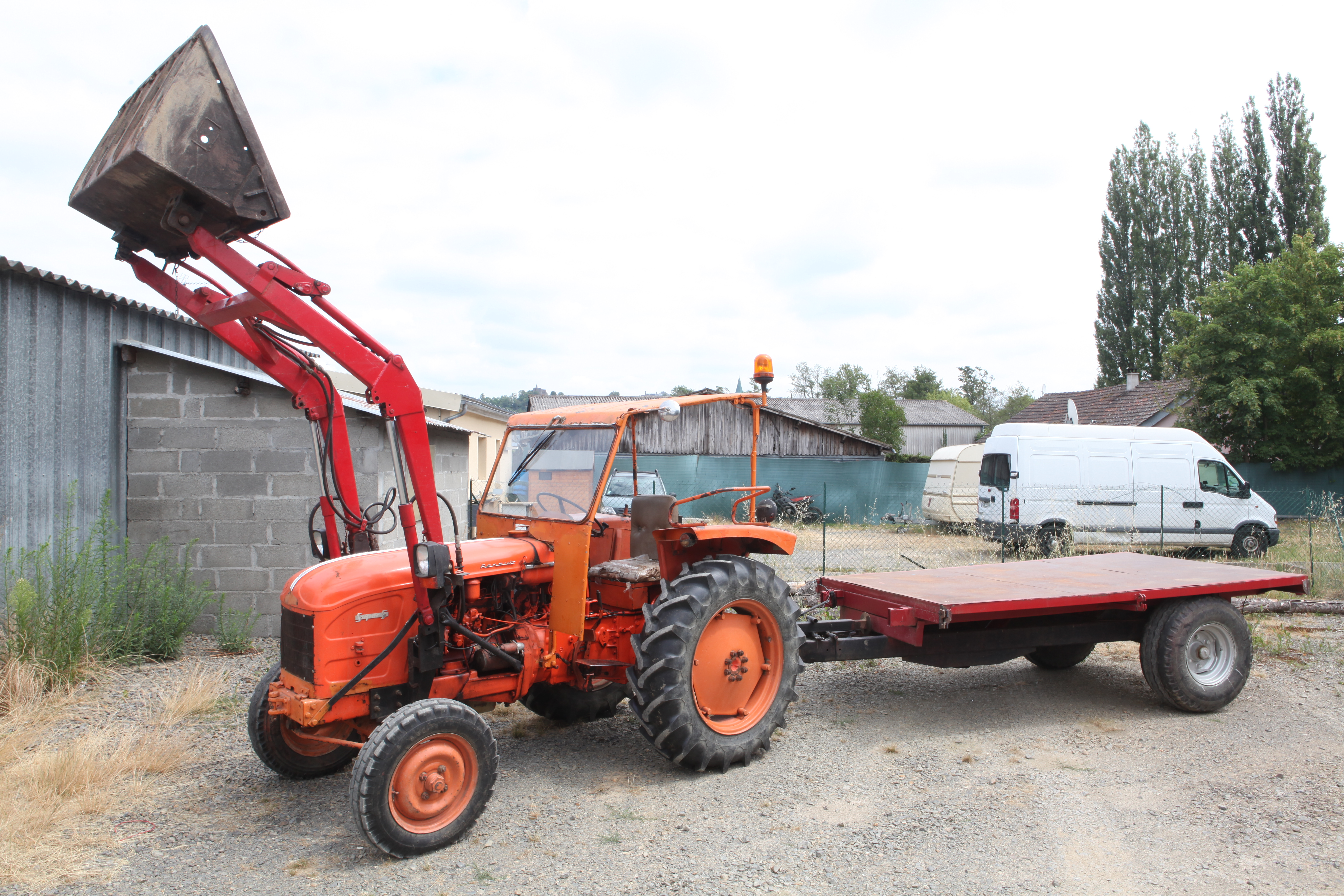
Chargeur frontal sur Renault Super 5 (années 1960).

La chargeuse articulée ou rigide est appréciée en agriculture, dans les installations de stockage et dans les exploitations importantes, en particulier dans sa version à mât télescopique (à ne pas confondre avec le chariot télescopique) et avec un godet multifonction. Il en est de même en élevage pour la mini-chargeuse articulée dite aussi valet de ferme : Weidemann, Pichon (Mecalac).

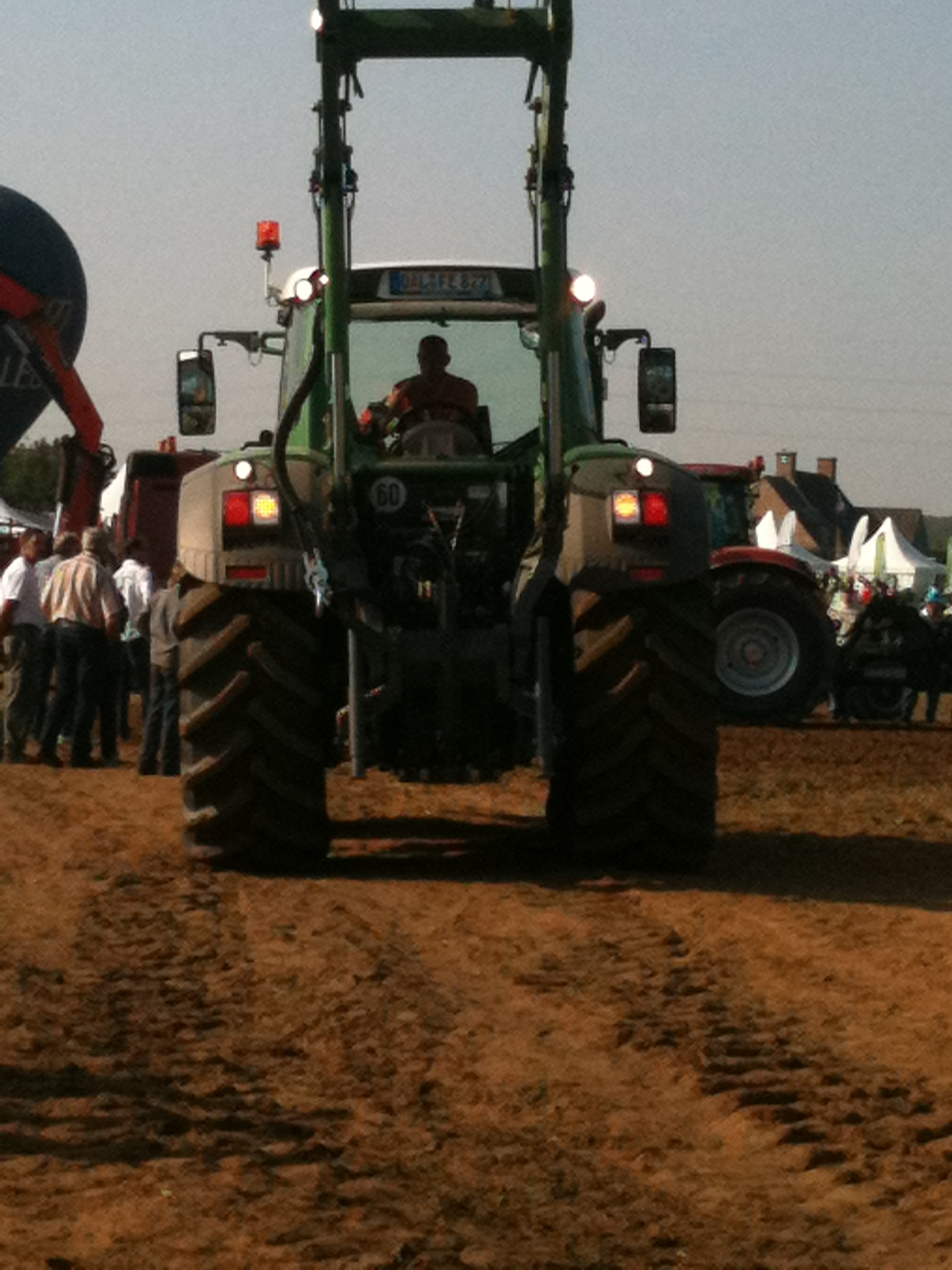
Chargeur arrière sur Fendt Vario.

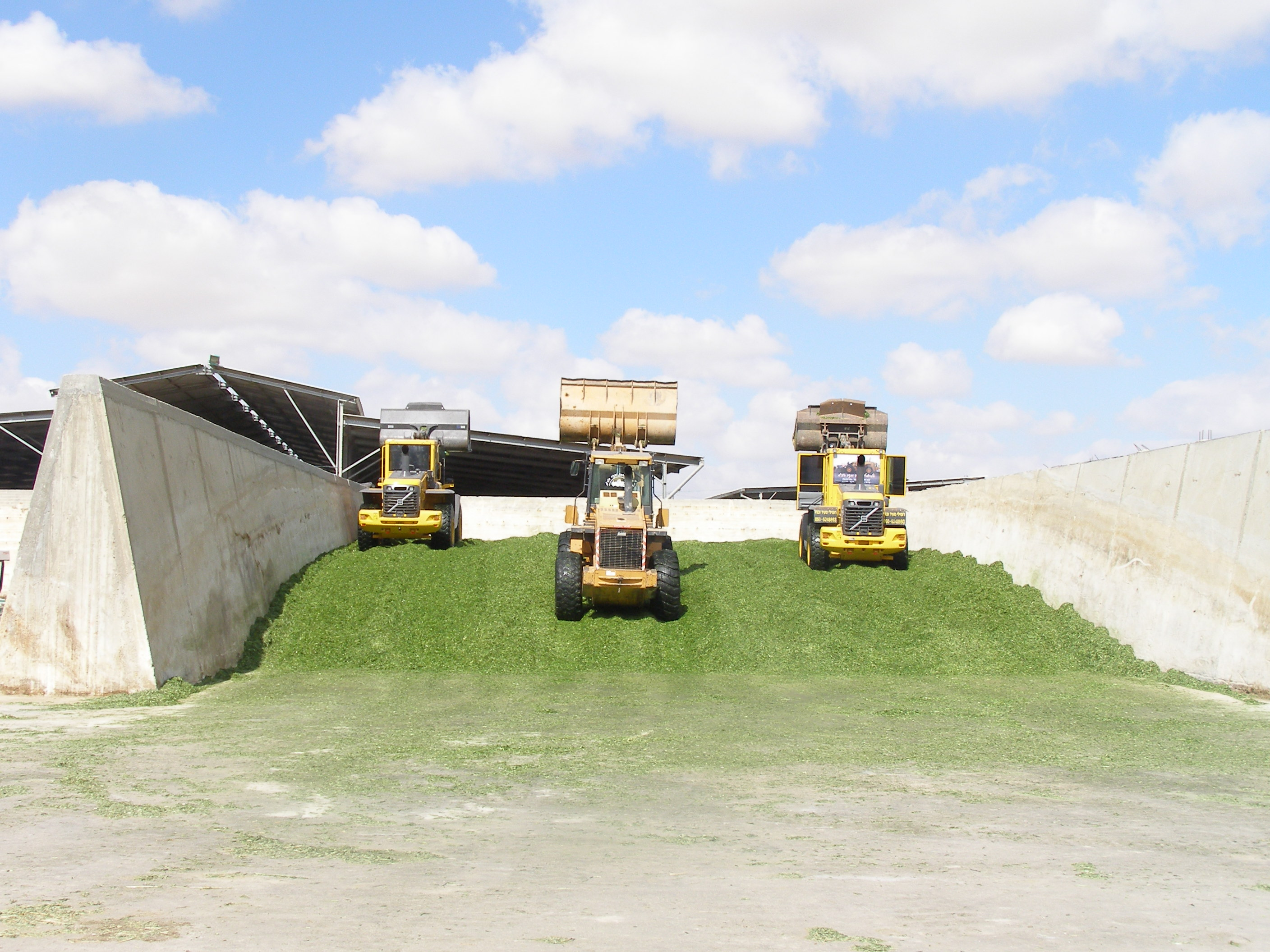
Chargement et compactage d'un tas d'ensilage, Israël, 2005.

Cependant les chargeurs frontaux (parfois arrière) installés comme équipement sur les tracteurs agricoles ainsi que les chariots télescopiques sont beaucoup plus communs en agriculture. Le chargeur frontal peut nécessiter l'ajout d'un renfort de chassis. Le chargeur arrière est plus facile à utiliser avec un poste de conduite réversible (Fendt par exemple). Ces outils sont couramment installés sur tracteurs à quatre roues motrices éventuellement articulés.

## Constructeurs
- Atlas Weyhausen (de)
- Hidromek
- Case IH
- Caterpillar
- Doosan
- Hitachi
- Hyundai
- JCB
- Kobelco
- Komatsu
- Kubota
- Liebherr
- Mecalac Ahlmann
- Takeuchi
- Volvo
- Wacker Neuson

## Sources
- Emmanuel Bazin et Christian Van Steelandt, Dockers [détail des éditions]